# Tõlli (Tõstamaa)
Tõlli – wieś w Estonii, w prowincji Parnawa, w gminie Tõstamaa.